# Fornovo di Taro
Fornovo di Taro é uma comuna italiana da região da Emília-Romanha, província de Parma, com cerca de 5 973 habitantes. Estende-se por uma área de 57 km², tendo uma densidade populacional de 105 hab/km². Faz fronteira com Collecchio, Medesano, Sala Baganza, Solignano, Terenzo, Varano de' Melegari.
Foi onde ocorreu a Batalha de Fornovo di Taro entre a FEB (Força Expedicionária Brasileira), e a 148.ª Divisão Alemã e a Resistência Fascista na cidade.

## Demografia
| Variação demográfica do município entre 1861 e 2011                               |
|                                                                                   |
| Fonte: Istituto Nazionale di Statistica (ISTAT) - Elaboração gráfica da Wikipedia |